# Klein Gent (Nederland)
Klein Gent is een buurtschap in de gemeente Terneuzen in de Nederlandse provincie Zeeland.
De buurtschap, in de regio Zeeuws-Vlaanderen, maakt deel uit van de lintbebouwing van het dorp Westdorpe en ligt ten noordoosten van de dorpskern en ten zuidwesten van Zwartenhoek en ten oosten van het kanaal Gent-Terneuzen. Klein Gent ligt rond de kruising van de Graaf Jansdijk B met de Axelse Straat en de Nieuwe Dreef. De buurtschap bestaat uit boerderijen en dijkhuisjes.
Door de lintbebouwing loopt er tussen Klein Gent en Westdorpe en Zwartenhoek geen duidelijke scheidingslijn. Wel is de bebouwing rond de kruising dichter dan langs de dijk.
Steden: Axel · Biervliet · Philippine · Sas van Gent · Terneuzen

Dorpen: Hoek · Koewacht · Overslag · Sluiskil · Spui · Westdorpe · Zaamslag · Zandstraat · Zuiddorpe

Buurtschappen: Den Abeele · Altena · Axelschestraat · Batterij · Berdelingebuurte (deels) · Boerengat · Bontekoe · Boschdorp · Boschdorp · Bouchauterhaven · Cootjesdorp · De Sluis · Driedijk · Driekwart · Drieschouwen · Driewegen · Eendragt · Het Fort · Fort Ferdinandus · Griete · Hasjesstraat · Haven (deels) · Hazelarenhoek · Het Zand · Hoek van de Dijk · Holleken (deels) · Hoogedijk · Isabellahaven · Kampersche Hoek · Kijkuit · Klein Gent · Knol · De Kraag · Kruispad · Kwakkel · Magrette · Mauritsfort · Molenhoek · De Muis · Nieuwemolen · Nieuwlandse Molen · Othene · Oude Molen · Oude Polder · Paradijs · Passluis · Poonhaven · Posthoorn (deels) · De Put · De Ratte · Reedijk · Reuzenhoek · Rijgerij · Roodesluis · Schaapdijk · Schapenbout · Sint Andries · Steenovens · De Sterre · Stoppeldijkveer (deels) · Stroodorpe · Vaartwijk · Vaatje · Val · Varempé · Waterhuis · Watervliet · Wouterij · Wulpenbek · Zaamslagveer · Zandplaat · Zwartenhoek

Streekje: Tweekwart

Historische plaatsen: Axelsche Sassing · Noordhoek · De Stuiver · Triniteit · Vingerling

Zeeland: Steden en dorpen in Zeeland      Nederland: Provincies · Gemeenten